# Gazeta Lwowska (1990–2007)
Gazeta Lwowska: pismo Towarzystwa Kultury Polskiej Ziemi Lwowskiej – polski dwutygodnik społeczno-kulturalny wydawany od 24 grudnia 1990 do 2007 roku we Lwowie jako pismo Towarzystwa Kultury Polskiej Ziemi Lwowskiej; nawiązuje do tradycji polskiego dziennika o tym samym tytule.